# Walter Slowakiewicz
Walter Andrew Slowakiewicz (ur. 1911, zm. 1978) – amerykański duchowny katolicki, biskup diecezji wschodniej Polskiego Narodowego Kościoła Katolickiego działającego na terenie Stanów Zjednoczonych Ameryki oraz w Kanadzie.
W latach 1953–1961 był proboszczem parafii w Milwaukee. Uczestniczył również w zorganizowaniu nowych parafii PNKK w South Milwaukee i West Allis w 1956. 
W 1968 został konsekrowany na biskupa.